# 6464 Kaburaki
A 6464 Kaburaki (ideiglenes jelöléssel 1994 CK) a Naprendszer kisbolygóövében található aszteroida. Kusida Josio és Muramacu Oszamu fedezte fel 1994. február 1-én.